# Ester Eriksson
Ester Eriksson (ur. 1987) – szwedzka ilustratorka. W 2020 roku została (wraz z  Kristiną Sigunsdotter) laureatką Nagrody Augusta za książkę Sekrety Humli Hansson, (ISBN 978-83-7776-215-8), tyt. oryg. Humlan Hanssons hemligheter, która ukazała się w Polsce w 2023 roku nakładem Wydawnictwa Zakamarki w tłumaczeniu Agnieszki Stróżyk.